# 雷州湾
20°54′N 110°20′E / 20.900°N 110.333°E
雷州湾位于中国广东省西南部、雷州半岛东侧。西南岸有南渡河注入。北有东海岛与湛江港相隔，东有硇洲岛。口宽50.3公里，纵身75公里，面积1690平方公里，是雷州半岛最大的天然海湾。水产资源丰富，产对虾、黄鱼、鲳鱼、海蜇等。雷州湾到湛江港湾一带海域是中国国家一级保护野生动物中华白海豚的重要栖息地之一。